# Centraal-Aziatisch kampioenschap voetbal (vrouwen)
Het Centraal-Aziatisch kampioenschap voetbal voor vrouwen is een regionaal voetbaltoernooi in Azië waar de nationale mannenteams van de leden van de CAFF (Central Asian Football Association) aan deelnemen.

## Toernooien
| Editie       | Gastland(en) | Winnaar     | Tweede | Derde        | Vierde       |
| ------------ | ------------ | ----------- | ------ | ------------ | ------------ |
| 2018 Details | Oezbekistan  | Oezbekistan | Iran   | Tadzjikistan | Kirgizië     |
| 2022 Details | Tadzjikistan | Oezbekistan | Iran   | Kirgizië     | Turkmenistan |